# L'ospite (film 2015)
L'ospite è un film del 2015 scritto e diretto da Ugo Frosi.
Il film ha ricevuto il Premio Gianni Di Venanzo 22ˆ edizione, per la regia e la fotografia.

## Trama
Aprile 1944. Il filosofo Giovanni Gentile, isolato nella sua villa sulle colline di Firenze, attende un misterioso ospite.
Abbandonato dai suoi allievi e dai colleghi dell'università, preoccupato per le sorti della sua famiglia, sullo sfondo di una violenta guerra civile, l'uomo è costretto a fare i conti con i fantasmi del passato. Ignaro che, a breve, forse dovrà affrontare la prova più difficile.

## Critica
Il film è stato accolto positivamente da Pedro Armocida che, in un'ampia recensione su Il Giornale, parla di un lungometraggio "interpretato con sorprendente adesione". Mauro Gervasini, su FilmTv ritiene il film "un'opera prima coraggiosa e tutt'altro che scontata".
Su Mymovies il critico cinematografico Giancarlo Zappoli assegna 2 stelle e meźza su 5, elogiando comunque il "rigore espressivo" della pellicola.